# Amastus coccinator
Amastus coccinator là một loài bướm đêm thuộc phân họ Arctiinae, họ Erebidae.